# Dębowa (województwo podkarpackie)
Dębowa – wieś w Polsce, położona w województwie podkarpackim, w powiecie dębickim, w gminie Jodłowa.
| SIMC    | Nazwa     | Rodzaj    |
| ------- | --------- | --------- |
| 0821441 | Budy      | część wsi |
| 0821458 | Kamieniec | część wsi |
| 0821464 | Nowiny    | część wsi |
| 0821470 | Piekło    | część wsi |
| 0821487 | Potoki    | część wsi |

W latach 1975–1998 miejscowość administracyjnie należała do województwa tarnowskiego.
Dębowa leży na Pogórzu Ciężkowickim, w dolinie rzeki Iźwinki. Graniczy z Błażkową i Jodłową. Powierzchnia wsi wynosi 8,14 km². Na mocy uchwały Rady Gminy Jodłowa nr VII/28/90 z 22 października 1990 roku stanowi samodzielne sołectwo w obrębie gminy Jodłowa. Przez Dębową przebiegają drogi powiatowe nr 1313 i 1314.
Dębowa była wzmiankowana jako istniejąca w dokumentach w 1353 roku, w obrębie ziemi bieckiej, jako wieś szlachecka. Od XV wieku należała do parafii w Jodłowej.
Szkoła podstawowa w Dębowej istnieje od 1909 roku. Początkowo zajmowała budynek z jedną salą lekcyjną i mieszkaniem dla nauczyciela. W 1947 roku pozyskała nowy budynek z dwiema salami lekcyjnymi. 1 września 1994 roku otwarto nową szkołę, w której odbyła się wojewódzka inauguracja roku szkolnego. W 1998 roku szkole nadano imię Partyzantów Armii Krajowej.
W 1990 roku w Dębowej powstała jednostka Ochotniczej Straży Pożarnej. We wsi działa również Stowarzyszenie "Dębowianie" (nr KRS 0000321193).